# Peugeot 307 WRC
La Peugeot 307 WRC è una versione sportiva della Peugeot 307 CC, specificatamente progettata per partecipare al Campionato del mondo rally, campionato in cui ha gareggiato dal 2004 al 2005 vincendo tre gare, tutte con Marcus Grönholm.

## Storia

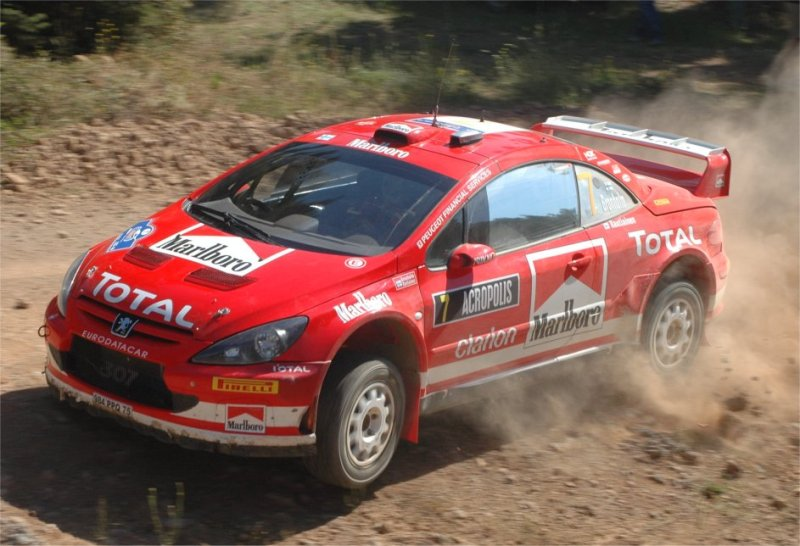
La 307 WRC Evo2 di Gronholm all'Acropolis Rally 2005

Sostituta naturale della vittoriosa 206 WRC, che concluse il suo ciclo al termine della stagione 2003, la 307 WRC ha partecipatò a due edizioni del mondiale nella squadra ufficiale Peugeot, ottenendo tre vittorie, 32 podi e 236 punti, mentre nel 2006 fu utilizzata da alcuni piloti privati.  Nella seconda stagione disputata, cioè il campionato del mondo rally 2005, la vettura era definita Evo2 e si differenziava dalla prima solo per la larghezza (aumentata a 1800 mm), per la diversa conformazione dell'appendice aerodinamica posteriore e per il paraurti anteriore che presentava una presa d'aria maggiorata. Tra i piloti più famosi alla guida, oltre a Gronholm, ricordiamo Markko Märtin, Freddy Loix, Harri Rovanperä e Daniel Carlsson. 
Nei team semiufficiali ricordiamo Gigi Galli, Manfred Stohl e Henning Solberg. L'auto è stata vittima di diversi problemi meccanici ed elettronici durante la sua esperienza nel WRC. La Peugeot annuncia il ritiro del WRC alla fine della stagione 2005.

## Palmarès

### Campionato del mondo
Vittorie
| Anno | Rally              | Pilota          | Navigatore      | Team                   | Pos. |
| ---- | ------------------ | --------------- | --------------- | ---------------------- | ---- |
| 2004 | Rally di Finlandia | Marcus Grönholm | Timo Rautiainen | Marlboro Peugeot Total | 1º   |
| 2005 | Rally di Finlandia | Marcus Grönholm | Timo Rautiainen | Marlboro Peugeot Total | 1º   |
| 2005 | Rally del Giappone | Marcus Grönholm | Timo Rautiainen | Marlboro Peugeot Total | 1º   |